# Wesmaelius nervosus
Wesmaelius nervosus (лат.) — вид сетчатокрылых насекомых рода Wesmaelius из семейства Hemerobiidae.

## Распространение
Голарктика.

## Описание
Среднего размера сетчатокрылые насекомые (около 1 см) с широкими овальными крыльями. От близких видов отличается строением гениталий самца: эктопрокт с вытянутой субквадратной вентральной долей, гонаркус с медиункусом сближенные, компактные и широкие. Первое слияние (форк) переднего кубитуса переднего крыла (CuA) отдалено от медиокубитальной жилки (m+cuig)В переднем крыле между жилками M и первой проксимальной ветвью жилки Rs есть поперечная жилка; развита возвратная жилка. Усики четковидные, переднеспинка с боковыми выростами. Имаго и личинки хищники, питаются, главным образом, тлями (афидофаги).
Вид был впервые описан в 1793 году под первоначальным названием Boriomyia posticata Banks, 1905, а его валидный статус был подтверждён в ходе ревизии, проведённой в 2019 году мексиканскими энтомологами Yesenia Marquez-López (Universidad Autónoma Metropolitana-Iztapalapa, Ciudad de México) и Atilano Contreras-Ramos (Ciudad Universitaria, Ciudad de México; Мехико, Мексика).